# Stripsipher spectralis
Stripsipher spectralis är en skalbaggsart som beskrevs av Gilbert John Arrow 1926. Stripsipher spectralis ingår i släktet Stripsipher och familjen Cetoniidae. Inga underarter finns listade i Catalogue of Life.